# Kommunenes filmcentral
Kommunenes filmcentral, Kommunenes Filmcentral A/S, var ett norskt filmdistributionsaktiebolag, aktivt mellan 1919 och 2002.
Företaget grundades av Kommunale Kinematografers Landsforbund när Nerliens Filmbureau A/S köptes upp. Aktieägare var ett 40-tal norska kommuner, vilket gav dem inflytande över filmimporten, där den uttryckliga önskan var att driva en filmpolitik som gagnade samhället. Aktiemajoriteten ägdes av Oslo kommun i samband med att staden 1926 kommunaliserade sina biografer. UFA och United Artists var de två största produktionsbolagen som företaget distribuerade under mellankrigstiden. Företaget behöll sedan sin ledande position på marknaden och under de sista åren var det norsk distributör för Walt Disney och Fox Film.
Kommunenes filmcentral producerade och lät köpa in en mängd skolfilmer.